# Christian Julius von Massenbach
Christian Freiherr von Massenbach (* 7. Dezember 1832 in Pinne als Christian Julius Albert Karl; † 25. September 1904 in Konin) war ein deutscher Verwaltungsbeamter. Er wirkte von 1862 bis 1870 als Landrat im Kreis Samter und von 1870 bis 1875 als Landrat im Kreis Posen. Im Jahr 1881 ernannte man Massenbach zum  Regierungspräsidenten im Regierungsbezirk Marienwerder, wo er bis 1890 im Amt blieb.
Massenbach war auch Mitglied im Preußischen Staatsrat.
Während seines Studiums wurde er 1852 Mitglied der Burschenschaft Salingia Halle.
Er war der Schwiegervater von Arthur von Falkenhayn.

## Auszeichnungen
- Roter Adlerorden II. Klasse, 1891.